# 그린란드 총리
그린란드 총리(그린란드어: Naalakkersuisut siulittaasuat, 덴마크어: Landsstyreformand 란스티레포르만[*])는 덴마크의 자치령인 그린란드의 정부수반이다. 1979년에 그린란드가 자치권을 부여받으면서 신설되었다. 일반적으로 그린란드 의회의 다수당 대표가 총리를 역임한다.

## 역대 총리
| 초상 | 초상 | 성명 (생몰)                   | 임기            | 임기            | 정당          |
| 초상 | 초상 | 성명 (생몰)                   | 취임            | 퇴임            | 정당          |
| ---- | ---- | ----------------------------- | --------------- | --------------- | ------------- |
| 1    |      | 요나탄 모츠펠트 1938년-2010년 | 1979년 5월 1일  | 1991년 3월 18일 | 전진          |
| 2    |      | 라르스에밀 요한센 1946년-     | 1991년 3월 18일 | 1997년 9월 19일 | 전진          |
| (1)  |      | 요나탄 모츠펠트 1938년-2010년 | 1997년 9월 19일 | 2002년 5월 14일 | 전진          |
| 3    |      | 한스 에녹센 1956년-           | 2002년 5월 14일 | 2009년 6월 12일 | 전진          |
| 4    |      | 쿠피크 클레이스트 1958년-     | 2009년 6월 12일 | 2013년 4월 5일  | 인민의 공동체 |
| 5    |      | 알레카 하몬드 1965년-         | 2013년 4월 5일  | 2014년 9월 30일 | 전진          |
| 6    |      | 킴 킬센 1966년-               | 2014년 9월 30일 | 2021년 4월 23일 | 전진          |
| 7    |      | 무테 보우루프 에게데 1987년-  | 2021년 4월 23일 |                 | 인민의 공동체 |

## 같이 보기
- 그린란드의 총독